# Varso Tower
La Varso Tower est un gratte-ciel à Varsovie, le plus haut de l'Union européenne, avec 310 m de hauteur,,,. La tour est dessinée par le cabinet Foster and Partners et construite par l'entreprise HB Reavis (en).

## Création et construction

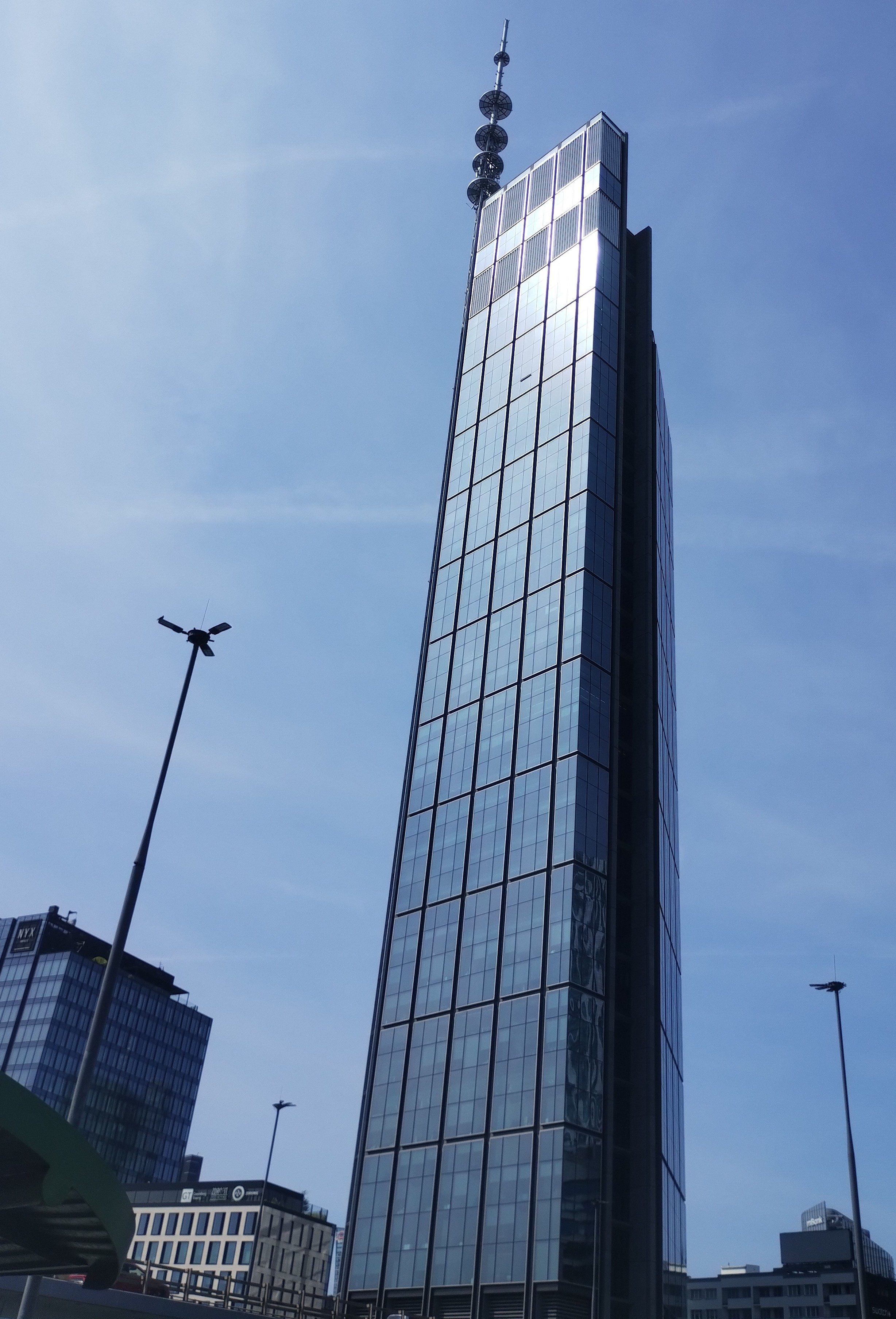
La façade sud de la tour

Le complexe Varso, aussi appelé Varso Place, est un ensemble de bâtiments du centre-ville de Varsovie, près de la gare principale, Dworzec Centralny. Le projet a commencé avec l'achat de 1,7 hectare de terrain à la PKP pour 171 millions de zlotys par l'entreprise slovaque HB Reavis. Il était initialement prévu à ce même endroit la construction d'une tour nommée Chmielna Business Center. Le nom de Varso fait référence au nom latin de Varsovie: Varsovia. 

### Projet
Il était initialement prévu la construction d'une tour de 130 mètres de hauteur, mais les différents plans présentés ont été rejetés et un projet de plus grande hauteur a été choisi. 
Varso place est un complexe de trois tours : la première et la plus haute, de 236 mètres au niveau du toit (310 mètres avec l'antenne), ainsi que deux tours annexes de 81 et 90 mètres appelées respectivement Varso 1 et Varso 2. La surface totale atteint de 140 000 m2, dont plus de 7 000 dédiés aux commerces et aux services. Le design des tours a été pensé par les groupes Foster and Partners (Varso Tower) et HRA Architekci (Varso 1 & Varso 2).

### Construction
HB Reavis Construction — une entreprise du groupe HB Reavis Group — obtient le permis de construire en décembre 2016, les travaux débutent dans la foulée. 
En octobre 2017, une roche de 60 tonnes est déterrée du site. Datant de 1,5 million d'années, elle prendra place à l'entrée de la tour.  
Varso 1 (81 m) ouvre en février 2020 avec un centre de fitness de deux étages et une clinique. Un hôtel 4 étoiles NYZ hotel ouvre en mai 2020. 
Varso 2 (90 m) ouvre en mai 2020 et doit héberger le Cambridge Innovation Center et la banque BGK. 
En décembre 2020 le dernier étage de la tour principale est construit à une hauteur de 230 mètres au plancher. En février 2021, l'antenne est installée et la tour atteint sa hauteur finale de 310 mètres. Depuis septembre 2022 le complexe est utilisé par  les premières entreprises.  L'ensemble du complexe est traversé et connecté par une galerie marchande appelée Varso Gallery, et le tout est relié directement à la Gare Centrale de Varsovie. Varso Gallery ouvre au fil du temps avec des restaurants, bars et de nombreux services. Un parking de 4 étages est disponible pour près de 1100 voitures, 80 motos, 750 vélos.  
La terrasse panoramique à 230 mètres d'altitude doit être ouverte en été 2025.